# Tara TM4突擊步槍
TM-4是由蒙特內哥羅塔拉完善公司（Tara Perfection）以M4卡賓槍作基礎研製的AR-15樣式突擊步槍。

## 概述
TM-4是為適應21世紀的各種戰場而被研製出來的突擊步槍，其部份設計是源自美國製M4卡賓槍。為了解決M4卡賓槍的可靠性問題，塔拉完善公司開發了一種全新且更可靠的短行程活塞系統，此系統是能夠調整的。另外，TM-4的下機匣是由高強度的聚合物製成，重量亦比起原版M4輕約30℅，附有皮卡汀尼導軌的護木則以高強度的鋁合金製成。
除此之外，TM-4的部份零件均能夠與現存的M16突擊步槍、M4卡賓槍以及其他AR-15樣式步槍共用，故用戶也可選擇把自己原有的步槍升級成TM-4的規格。
與許多AR-15樣式步槍一樣，TM-4也能透過皮卡汀尼導軌來對應M203榴彈發射器、各種瞄準鏡和其他戰術配件。

## 使用國
- 蒙特內哥羅－目前已少量裝備黑山軍隊。[2]

## 另見
- M16
- M4
- HK 416
- G5

## 外部連結
- 塔拉完善公司官網介紹TM-4的頁面（页面存档备份，存于）